# Euro Beach Soccer League
La Euro Beach Soccer League es la principal competición de fútbol playa disputada entre los seleccionados nacionales masculinos europeos de fútbol playa. Originalmente llamada European Pro Beach Soccer League hasta 2004, la competición se celebra anualmente desde su creación en 1998, lo que la convierte no solo en el torneo de fútbol de playa más antiguo de Europa, sino en uno de los más antiguos del mundo, solo superado en longevidad por la Copa Mundial de Fútbol Playa y el Mundialito.
Organizado por la Beach Soccer Worldwide, los equipos de la liga compiten en dos divisiones: la liga A y liga B. Existe un sistema de promoción y descenso entre las dos divisiones.
35 naciones de Europa han competido desde la temporada inicial de 1998. Solo cuatro han participado de todas las temporadas: Francia, Italia, Portugal y España. 
El equipo más exitoso es Portugal con nueve títulosseguida de cerca por España y Rusia con cinco títulos cada uno. Italia tiene tres títulos, Suiza tiene 2, mientras que Alemania, Francia, y Ucrania tienen un título cada uno.

## Palmarés[4]
| 1998          | Alemania | Italia       | Portugal    | España   | Ramiro Amarelle       | Ramiro Amarelle (24 goles)                 | No otorgado            |
| 1999          | España   | Francia      | Portugal    | Italia   | Madjer                | Quique Setién (20 goles)                   | Zé Miguel              |
| 2000          | España   | Portugal     | Francia     | Italia   | Ramiro Amarelle       | Ramiro Amarelle (15 goles)                 | Abel                   |
| 2001          | España   | Portugal     | Italia      | Francia  | Ramiro Amarelle       | Madjer (40 goles)                          | Roberto Valeiro        |
| 2002          | Portugal | España       | Francia     | Turquía  | Gianni Fruzzetti      | Alan (31 goles)                            | Roberto Valeiro        |
| 2003          | España   | Francia      | Portugal    | Suiza    | Ramiro Amarelle       | Madjer (34 goles)                          | Adrian Lingenhag       |
| 2004          | Francia  | Portugal     | Ucrania     | Italia   | David Cordon          | Madjer (30 goles)                          | Roberto Valeiro        |
| 2005          | Italia   | Portugal     | Francia     | Suiza    | Cristiano Scalabrelli | Ramiro Amarelle (37 goles)                 | Bruno                  |
| 2006          | España   | Portugal     | Polonia     | Italia   | Madjer                | Madjer (30 goles)                          | Roberto Valeiro        |
| 2007          | Portugal | Francia      | Rusia       | España   | Dejan Stankovic       | Dejan Stankovic Ramiro Amarelle (24 goles) | Andrey Bukhlitskiy     |
| 2008          | Portugal | Países Bajos | Rusia       | Italia   | Premios superfinales  | Premios superfinales                       | Premios superfinales   |
| 2008          | Portugal | Países Bajos | Rusia       | Italia   | Madjer                | Madjer (11 goles)                          | Ran Reijer             |
| 2009          | Rusia    | Portugal     | Italia      | España   | Madjer                | Paolo Palmacci Madjer (7 goles)            | Andrey Bukhlitskiy     |
| 2010          | Portugal | Italia       | Rusia       | Suiza    | Madjer                | Dejan Stankovic (8 goles)                  | Andrey Bukhlitskiy     |
| 2011          | Rusia    | Suiza        | Portugal    | Rumania  | Dejan Stankovic       | Dmitry Shishin (7 goles)                   | Valentin Jäggy         |
| 2012          | Suiza    | Rusia        | Italia      | Rumania  | Dmitry Shishin        | Dejan Stankovic (7 goles)                  | Valentin Jäggy         |
| 2013          | Rusia    | Portugal     | Suiza       | España   | Ilya Leonov           | Dejan Stankovic (9 goles)                  | Dona                   |
| 2014          | Rusia    | España       | Portugal    | Suiza    | Noël Ott              | Anatoly Peremitin Llorenç Gómez (7 goles)  | Dona                   |
| 2015          | Portugal | Ucrania      | Rusia       | España   | Ihor Borsuk           | Dejan Stankovic (13 goles)                 | Elinton Andrade        |
| 2016 Detalles | Ucrania  | Portugal     | Rusia       | España   | Be Martins            | Paolo Palmacci (7 goles)                   | Vitaliy Sydorenko      |
| 2017          | Rusia    | Portugal     | Italia      | España   | Artur Paporotnyi      | Noël Ott (9 goles)                         | Maxim Chuzhkov         |
| 2018          | Italia   | España       | Portugal    | Rusia    | Llorenç Gómez         | Ihar Bryshtel (8 goles)                    | Simone Del Mestre      |
| 2019          | Portugal | Rusia        | España      | Italia   | Jordan Santos         | Emmanuele Zurlo Cem Keskin (8 goles)       | Maxim Chuzhkov         |
| 2020          | Portugal | Suiza        | Ucrania     | Francia  | Leo Martins           | Dejan Stankovic (8 goles)                  | Elinton Andrade        |
| 2021          | Portugal | Bielorrusia  | Italia      | España   | Léo Martins           | Boris Nikonorov (10 goles)                 | Kanstantsin Mahaletski |
| 2022          | Suiza    | Portugal     | Italia      | España   | Noël Ott              | Léo Martins (13 goles)                     | Elinton Andrade        |
| 2023          | Italia   | España       | Bielorrusia | Portugal | Marco Giordani        | Noël Ott (15 goles)                        | Leandro Casapieri      |
| 2024          | Portugal | Italia       | Bielorrusia | España   | Bê Martins            | Jordan Santos (11 goles)                   | Pedro Mano             |

## Títulos por equipo
| País         | Campeón                                                  | Subcampeón                                                      | Tercer lugar                           | Cuarto lugar                                                    |
| ------------ | -------------------------------------------------------- | --------------------------------------------------------------- | -------------------------------------- | --------------------------------------------------------------- |
| Portugal     | 9 (2002, 2007, 2008, 2010, 2015, 2019, 2020, 2021, 2024) | 10 (2000, 2001, 2004, 2005, 2006, 2009, 2013, 2016, 2017, 2022) | 6 (1998, 1999, 2003, 2011, 2014, 2018) | 1 (2023)                                                        |
| España       | 5 (1999, 2000, 2001, 2003, 2006)                         | 4 (2002, 2014, 2018, 2023)                                      | 1 (2019)                               | 10 (1998, 2007, 2009, 2013, 2015, 2016, 2017, 2021, 2022, 2024) |
| Rusia        | 5 (2009, 2011, 2013, 2014, 2017)                         | 2 (2012, 2019)                                                  | 5 (2007, 2008, 2010, 2015, 2016)       | 1 (2018)                                                        |
| Italia       | 3 (2005, 2018, 2023)                                     | 3 (1998, 2010, 2024)                                            | 6 (2001, 2009, 2012, 2017, 2021, 2022) | 6 (1999, 2000, 2004, 2006, 2008, 2019)                          |
| Suiza        | 2 (2012, 2022)                                           | 2 (2011, 2020)                                                  | 1 (2013)                               | 4 (2003, 2005, 2010, 2014)                                      |
| Francia      | 1 (2004)                                                 | 3 (1999, 2003, 2007)                                            | 3 (2000, 2002, 2005)                   | 2 (2001, 2020)                                                  |
| Ucrania      | 1 (2016)                                                 | 1 (2015)                                                        | 2 (2004, 2020)                         | –                                                               |
| Alemania     | 1 (1998)                                                 | –                                                               | –                                      | –                                                               |
| Bielorrusia  | –                                                        | 1 (2021)                                                        | 2 (2023, 2024)                         | –                                                               |
| Países Bajos | –                                                        | 1 (2008)                                                        |                                        | –                                                               |
| Polonia      | –                                                        | –                                                               | 1 (2006)                               | –                                                               |
| Rumania      | –                                                        | –                                                               | –                                      | 2 (2011, 2012)                                                  |
| Turquía      | –                                                        | –                                                               | –                                      | 1 (2002)                                                        |

## Clasificación general
|  | Actualmente en la División A |
|  | Actualmente en la División B |
|  | Inactivos desde 2019         |
|  | País inexistente             |

### División A
| Pos. | Selección       | Part. | PJ  | G   | G+ | GP | P   | GF   | GC  | DIF  | Pts | Av. Pts |
| ---- | --------------- | ----- | --- | --- | -- | -- | --- | ---- | --- | ---- | --- | ------- |
| 1    | Portugal        | 23    | 228 | 149 | 5  | 7  | 67  | 1211 | 830 | +381 | 464 | 2.04    |
| 2    | España          | 22    | 225 | 135 | 10 | 7  | 73  | 1137 | 847 | +290 | 432 | 1.92    |
| 3    | Italia          | 22    | 226 | 94  | 14 | 12 | 106 | 997  | 977 | +20  | 322 | 1.42    |
| 4    | Rusia           | 13    | 122 | 85  | 4  | 3  | 30  | 589  | 357 | +232 | 266 | 2.18    |
| 5    | Francia         | 22    | 200 | 77  | 5  | 6  | 112 | 925  | 956 | –31  | 247 | 1.24    |
| 6    | Suiza           | 17    | 153 | 66  | 4  | 4  | 79  | 784  | 732 | +52  | 210 | 1.37    |
| 7    | Ucrania         | 9     | 82  | 37  | 4  | 5  | 36  | 321  | 286 | +35  | 124 | 1.51    |
| 8    | Polonia         | 14    | 112 | 27  | 6  | 9  | 70  | 444  | 542 | –96  | 102 | 0.91    |
| 9    | Bielorrusia     | 7     | 60  | 24  | 3  | 2  | 31  | 212  | 192 | +20  | 80  | 1.33    |
| 10   | Alemania        | 12    | 85  | 23  | 1  | 4  | 57  | 286  | 394 | –108 | 75  | 0.88    |
| 11   | Rumania         | 5     | 43  | 10  | 1  | 1  | 31  | 144  | 244 | –100 | 33  | 0.77    |
| 12   | Azerbaiyán      | 3     | 23  | 6   | 0  | 0  | 17  | 63   | 105 | –42  | 18  | 0.78    |
| 13   | Grecia          | 5     | 37  | 3   | 2  | 2  | 30  | 86   | 180 | –94  | 15  | 0.41    |
| 14   | Países Bajos    | 3     | 24  | 4   | 1  | 0  | 19  | 70   | 128 | –58  | 14  | 0.58    |
| 15   | Turquía         | 3     | 22  | 4   | 0  | 1  | 17  | 85   | 120 | –35  | 13  | 0.59    |
| 16   | República Checa | 2     | 18  | 4   | 0  | 0  | 14  | 59   | 107 | –48  | 12  | 0.67    |
| 17   | Noruega         | 2     | 21  | 4   | 0  | 0  | 17  | 67   | 132 | –57  | 12  | 0.57    |
| 18   | Yugoslavia      | 1     | 8   | 3   | 1  | 0  | 4   | 25   | 31  | –6   | 11  | 1.38    |
| 18   | Austria         | 1     | 8   | 3   | 0  | 0  | 5   | 40   | 42  | –2   | 9   | 1.13    |
| 20   | Hungría         | 1     | 7   | 2   | 0  | 0  | 5   | 29   | 37  | –8   | 6   | 0.86    |
| 21   | Inglaterra      | 3     | 30  | 1   | 1  | 0  | 28  | 101  | 232 | –131 | 5   | 0.17    |
| 22   | Irlanda         | 1     | 9   | 0   | 0  | 0  | 9   | 18   | 75  | –57  | 0   | 0       |

### División B
| Pos. | Selección       | Part. | PJ | G  | G+ | GP | P  | GF  | GC  | Dif  | Pts | Av. Pts |
| ---- | --------------- | ----- | -- | -- | -- | -- | -- | --- | --- | ---- | --- | ------- |
| 1    | Hungría         | 12    | 64 | 40 | 3  | 3  | 18 | 327 | 241 | +86  | 129 | 2.02    |
| 2    | Turquía         | 12    | 76 | 32 | 5  | 4  | 35 | 342 | 319 | +23  | 110 | 1.45    |
| 3    | Suiza           | 6     | 60 | 34 | 3  | 1  | 22 | 343 | 266 | +77  | 109 | 1.82    |
| 4    | Inglaterra      | 16    | 84 | 28 | 4  | 5  | 47 | 312 | 360 | –48  | 99  | 1.18    |
| 5    | República Checa | 12    | 57 | 24 | 2  | 3  | 28 | 222 | 234 | –12  | 79  | 1.39    |
| 6    | Grecia          | 7     | 48 | 22 | 1  | 0  | 25 | 191 | 180 | +11  | 68  | 1.42    |
| 7    | Estonia         | 9     | 47 | 21 | 1  | 2  | 23 | 183 | 162 | +21  | 67  | 1.43    |
| 8    | Azerbaiyán      | 8     | 39 | 21 | 0  | 0  | 15 | 151 | 130 | +21  | 67  | 1.72    |
| 9    | Alemania        | 9     | 47 | 22 | 0  | 0  | 25 | 221 | 227 | –6   | 66  | 1.4     |
| 10   | Austria         | 7     | 59 | 22 | 0  | 2  | 35 | 295 | 350 | –55  | 65  | 1.1     |
| 11   | Ucrania         | 6     | 25 | 18 | 0  | 1  | 6  | 130 | 80  | +50  | 55  | 2.2     |
| 12   | Noruega         | 15    | 69 | 15 | 2  | 5  | 47 | 293 | 367 | –74  | 54  | 0.78    |
| 13   | Rumania         | 4     | 30 | 14 | 1  | 4  | 11 | 110 | 95  | +15  | 48  | 1.6     |
| 14   | Bélgica         | 4     | 39 | 15 | 1  | 1  | 22 | 170 | 196 | –26  | 48  | 1.23    |
| 15   | Países Bajos    | 10    | 37 | 14 | 1  | 1  | 21 | 140 | 170 | –30  | 45  | 1.22    |
| 16   | Bulgaria        | 6     | 30 | 13 | 1  | 1  | 15 | 119 | 124 | –5   | 42  | 1.4     |
| 17   | Israel          | 4     | 19 | 12 | 0  | 1  | 6  | 86  | 59  | +27  | 37  | 1.95    |
| 18   | Polonia         | 4     | 16 | 10 | 1  | 0  | 5  | 91  | 54  | +37  | 32  | 2       |
| 19   | Kazajistán      | 5     | 22 | 10 | 0  | 1  | 11 | 88  | 83  | +5   | 31  | 1.41    |
| 20   | Moldavia        | 7     | 32 | 7  | 2  | 0  | 23 | 100 | 144 | –44  | 25  | 0.78    |
| 21   | Bielorrusia     | 4     | 18 | 7  | 1  | 1  | 9  | 62  | 50  | +12  | 24  | 1.33    |
| 22   | Francia         | 1     | 5  | 4  | 0  | 1  | 0  | 19  | 11  | +8   | 13  | 2.6     |
| 23   | Dinamarca       | 4     | 12 | 3  | 0  | 0  | 9  | 49  | 72  | –23  | 9   | 0.75    |
| 24   | Rusia           | 2     | 5  | 2  | 0  | 1  | 2  | 20  | 17  | +3   | 7   | 1.4     |
| 25   | Serbia          | 4     | 11 | 2  | 0  | 1  | 8  | 29  | 42  | –13  | 7   | 0.64    |
| 26   | Georgia         | 2     | 10 | 2  | 0  | 0  | 8  | 29  | 53  | –24  | 6   | 0.6     |
| 27   | Lituania        | 3     | 9  | 2  | 0  | 0  | 7  | 34  | 44  | –10  | 6   | 0.67    |
| 28   | Finlandia       | 1     | 3  | 1  | 0  | 0  | 2  | 10  | 12  | –2   | 3   | 1       |
| 29   | Suecia          | 1     | 2  | 0  | 0  | 0  | 2  | 4   | 15  | –11  | 0   | 0       |
| 30   | Andorra         | 10    | 27 | 0  | 0  | 0  | 27 | 49  | 189 | –140 | 0   | 0       |